# Othenio Lichnovský
Othenio Bernard Lichnovský z Voštic, též Othenio Bernard Jules Eudoxe Marie Lichnowsky-Werdenberg (7. května 1826 Hradec nad Moravicí – 13. února 1887 Merano) byl český šlechtic z rodu Lichnovských z Voštic, od roku 1874 byl velkopřevorem Maltézského řádu pro Čechy a Rakousko.

## Život
Narodil se jako nejmladší syn Eduarda Marii, v šestnácti vstoupil do armády k husarům, v roce 1857 ve výslužbě s hodností majora ad honorem. 
V roce 1853 vstoupil do Maltézského řádu, kde se po smrti Františka Xavera z Kolowrat stal velkopřevorem pro Čechy a Rakousko. Mimo jiné svolal provinční kapitulu do Prahy (nikoli do Vídně, jak bývalo zvykem). Snažil se o navrácení špitálského poslání řádu a mezi nejdůležitější reformy bylo prosazení sanitní služby na železnici (řád provozoval na 60 vagonů s 600 lůžky). Byl také zvolen při zakládání prezidentem Českých obchodních drah a Österreichische Waffenfabriks-Gesellschaft.
V roce 1879 byl Othenio Lichnovský povolán do Panské sněmovny (doživotní člen), za Othenia se stal roku 1881 velkopřevor církevním knížetem (kníže-velkopřevor) a prvním zemským prelátem.